# 赤岗站
赤岗站是广州地铁8号线的车站，位於中国广东省海珠区新港中路江海大道路口東北侧的地底，于2003年6月28日隨2號線首期曉港至琶洲段啟用。

## 車站結構

### 車站樓層
本站共有两層，地面為车站各出入口，周边为新港中路、江海大道、广东省第二人民医院及附近商業樓群，地下一層为站厅，地下二層為8號綫月台。
車站配色為赤红色，呼應站名中的「赤」字。
| 地下一层 | 站厅     | 售票機、客服中心、商店、警务室、母婴室、安检设施 |  |  |
| 地下二层 | 1 站台   | █8号线 滘心方向 （下站：客村）                   |  |  |
|          | 岛式站台 |                                                  |  |  |
|          | 2 站台   | █8号线 万胜围方向 （下站：磨碟沙）               |  |  |

### 站厅
赤岗站站厅采用无柱设计，使其更为宽敞。为方便乘客进出，付费区设于站厅南侧。付费区站厅与站台之间通过四條扶手电梯以及两组楼梯往返于各层。而連接站台與站廳的专用电梯，因站厅一侧的电梯门设于站廳西侧的非付费区，需要车站工作人员協助使用。
另外，赤岗站內设有鸭脖店，以及自動售賣機、智能寄存柜等设施。
本站的母婴室设于站厅非付费区东侧靠近D2出入口旁。

### 月台
本站設有一個島式月台，位於新港中路以北的地底。
另外，本站東端設有一條存車線。當8號綫自本站以東出現故障時，往萬勝圍站的列車將會通過此存車線折返，以本站為臨時總站。
本站的站名书法字系时任广州市书法家协会副主席张标之手笔。

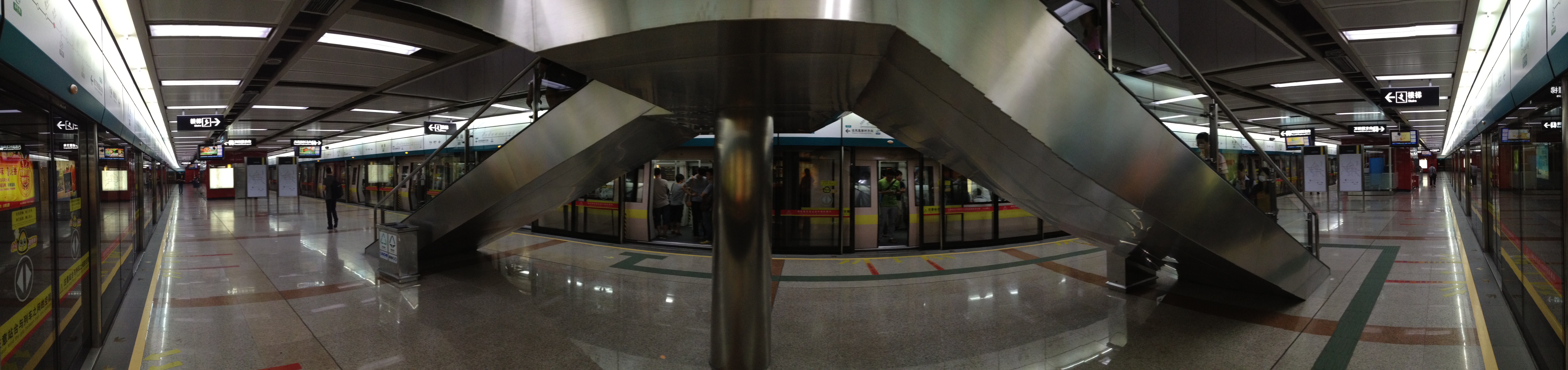
月台全景图（万胜围方向）

### 出入口
赤岗站目前设有2个出入口供乘客进出。
赤岗站在启用时设置了C1、C2和D2出入口。因应12号线车站建设，D2出入口自2021年10月10日起关闭。
|                                                     |                                                           |      |          |                                                                                                  |
| 編號                                                | 设施                                                      | 照片 | 出口指示 | 建議前往的目的地                                                                                 |
| C1                                                  | 盲道标志 · 轮椅升降台标志 · 无障碍通道标志 · 扶手电梯标志 |      | 新港中路 | 石榴岗路、江海大道、广东省第二人民医院、南医大中西医结合医院、赤岗公交车站（东行）、赤岗公交总站 |
| C2                                                  | 盲道标志 · 扶手电梯标志                                   |      | 新港中路 | 赤岗公交车站（西行）                                                                             |
| 註： 設有 \| 設有 \| 設有輪椅升降台 \| 設有扶手電梯 |                                                           |      |          |                                                                                                  |

## 接驳交通
| 编号 | 编号              | 线路                   | 线路 | 线路 | 收费 | 备注 |
| ---- | ----------------- | ---------------------- | ---- | ---- | ---- | ---- |
|      | 93                | 广州火车站（草暖公园） | ⇆    | 赤岗 | 2元  |      |
|      | 131A珠江两岸游A线 | 赤岗                   | ↻    | 赤岗 | 3元  |      |
|      | 131B珠江两岸游B线 | 赤岗                   | ↺    | 赤岗 | 3元  |      |

| 编号 | 编号                 | 线路                   | 线路                  | 线路                       | 收费                  | 备注                            |
| ---- | -------------------- | ---------------------- | --------------------- | -------------------------- | --------------------- | ------------------------------- |
|      | 14                   | 赤沙（广东财经大学）   | ⇆                     | 广卫路                     | 2元                   |                                 |
|      | 37                   | 赤沙（广东财经大学）   | ⇆                     | 东山口                     | 2元                   |                                 |
|      | 45                   | 小洲                   | ⇆                     | 广州火车东站               | 2元                   |                                 |
|      | 90                   | 兴民路（天汇广场）     | ⇆                     | 沙溪大道东                 | 2元                   |                                 |
|      | 93                   | 广州火车站（草暖公园） | ⇆                     | 赤岗                       | 2元                   |                                 |
|      | 189                  | 机场路                 | ⇆                     | 石榴岗（海珠政务服务中心） | 2元                   |                                 |
|      | 206                  | 新滘东路（赤沙市场）   | ⇆                     | 滘口客运站                 | 3元                   |                                 |
|      | 229                  | 罗冲围（松南路）       | ⇆                     | 琶洲石基村（黄埔古港）     | 3元                   |                                 |
|      | 239                  | 华景新城（翰景路）     | ⇆                     | 南洲北路                   | 2元                   |                                 |
|      | 252                  | 天平架                 | ⇆                     | 外环西路（青创汇）         | 3元                   |                                 |
|      | 262                  | 珠江帝景苑             | ⇆                     | 新洲码头                   | 2元                   | 经赤岗北路（艺洲路口）          |
|      | 264A                 | 仑头                   | ⇆                     | 珠影（地铁客村站）         | 2元                   |                                 |
|      | 270                  | 大基头（木偶艺术剧院） | ⇆                     | 土华                       | 2元                   |                                 |
|      | 304                  | 长隆旅游度假区         | ⇆                     | 棠德花苑                   | 3元                   |                                 |
|      | 468                  | 海琴湾（下渡路）       | ⇆                     | 土华                       | 2元                   |                                 |
|      | 582                  | 海珠客运站             | ⇆                     | 凌塘村                     | 2元                   |                                 |
|      | 582班车              | 琶洲保利               | ⇆                     | 起云路                     | 2元                   |                                 |
|      | 583                  | 员村一横路             | ⇆                     | 芳村西塱                   | 3元                   |                                 |
|      | 763                  | 已于2024年9月28日停办  | 已于2024年9月28日停办 | 已于2024年9月28日停办      | 已于2024年9月28日停办 | 已于2024年9月28日停办           |
|      | 765                  | 沥滘大埗头             | ⇆                     | 阅江路（珠江啤酒厂）       | 2元                   |                                 |
|      | 779                  | 阅江路（珠江啤酒厂）   | ⇆                     | 南洲北路                   | 2元                   |                                 |
|      | 988                  | 已于2024年5月5日停办   | 已于2024年5月5日停办  | 已于2024年5月5日停办       | 已于2024年5月5日停办  | 已于2024年5月5日停办            |
|      | B7                   | 海珠客运站             | ⇆                     | 车陂路                     | 2元                   |                                 |
|      | B7快线               | 海珠客运站             | ⇆                     | 车陂路                     | 2元                   |                                 |
|      | 旅游公交3线          | 中成路                 | ⇆                     | 琶洲石基村（黄埔古港）     | 3元                   |                                 |
|      | 大学城专线3大学城3线 | 广东药学院             | ⇆                     | 大学城（中部枢纽）         | 3元                   | 15分/班（寒暑假期间30–60分/班） |
|      | 夜8                  | 广州火车站（草暖公园） | ⇆                     | 赤沙（广东财经大学）       | 3元                   | 14路附属线路                    |
|      | 夜20                 | 广州南站               | ⇆                     | 车陂                       | 4元                   | 125路附属线路                   |
|      | 夜29                 | 滘口客运站             | ⇆                     | 江海大道中                 | 3元                   | 206路附属线路                   |
|      | 夜37                 | 江海大道中             | ⇆                     | 中山八路                   | 3元                   | 270路附属线路                   |
|      | 夜66                 | 珠江帝景苑             | ⇆                     | 新洲码头                   | 3元                   | 经客村立交 262路附属线路        |
|      | 夜70                 | 天河客運站             | ⇆                     | 北山村（新滘东路）         | 4元                   | 252路附属线路                   |
|      | 夜101                | 沥滘                   | ⇆                     | 沐陂村                     | 4元                   | 582路附属线路                   |
|      | 夜108                | 宸悦路                 | ⇆                     | 五羊邨                     | 3元                   |                                 |
|      | 高峰快线74           | 珠影（地铁客村站）     | ⇆                     | 螺旋四路东                 | 2元                   | 252路附属线路                   |

## 利用情況
赤岗站周边以住宅區和城中村為主，附近亦有廣東省第二人民醫院和四二一醫院，因此车站的平日人流较高，尤其在早晚高峰有不少乘客在車站出入闸。

## 歷史

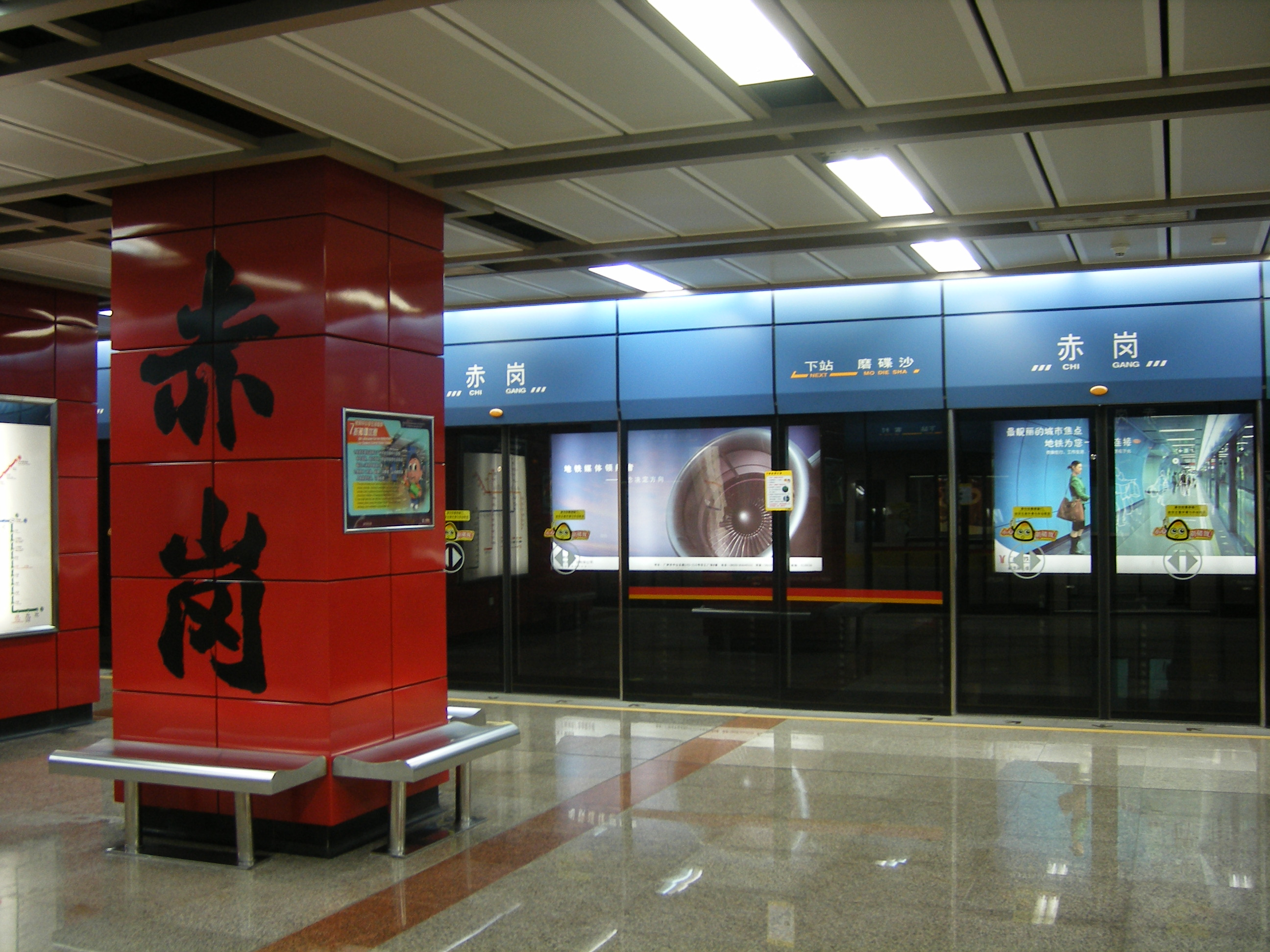
二号线时代的赤岗站

在1988年的地下鐵道路網規劃中，本站已作為2號線在海珠區的終點站出現。後來在1997年規劃方案A中，本站成為2號線拆解出來的5號線（現8號線）的一個中途站，亦與其它線路換乘。在後來的規劃中，本站被確定為8號線的中途站，也不再是換乘站。隨後本站成為舊2號線首期的其中一個站，先行建設，採取先行貫通預留遠期拆分的方式。2號線首期工程于1999年10月10日正式动工。
本站東邊的存車線在原設計中是不存在的。由于本站以西的客村站突然被確定為未來與3號線的換乘站，因而計劃的小交路終點需要從鷺江站向東移動，以覆蓋客村站。但客村站沒有增加存車線的條件，所以改為在本站作為小交路終點站。同時在本站以東增加一條存車線，提供小交路折返條件。
2003年6月28日，本站隨2號線首期曉港至琶洲段啟用。2010年9月22日至24日，本站隨舊2號線一同停運，進行線路拆解；9月25日清晨本站重启服务，並改屬新的8號線。
於2014年的最新規劃之中，12號線改為經過本站換乘，並隨著12號線在2017年第一季獲得立項而得以落實。而2019年12号线监理招标的相关资料显示，19号线更改了规划走线，并在本站换乘。
2022年年末疫情期间，本站曾受防控措施影响，于2022年11月5日9时至11月30日下午暂停服务；期间为服务成人高考等考试考生，5日及6日的早上9时前仍提供正常服务。

## 未來發展
12號線将在獵德大橋引橋下方設有赤崗站，與8號線交匯，同时19号线的新规划亦在猎德大桥东侧设赤岗站。8號線在规划及建造時並没有預留換乘条件，12號建设时将会扩建现有站厅，实现站廳換乘。
12號線站台位於地下四層，8號線站台北侧，车站基坑最深处达39.8米，是12号线最深的车站；而19号线为远期线路，12号线建设时将在地下六层预留换乘节点。
12号线车站于2020年3月14日开始围蔽施工，2022年4月开始主体结构施工，2024年10月实现主体结构封顶。由于建设进度落后于其他车站，12号线首通段开通时本站无法投入服务，但车站站台已完成土建工程以及装修，并已装有屏蔽门、扶梯和升降机以及必要的设备。惟本站与十一号线广州东站一样，未在屏蔽门前方进行遮挡，乘客搭乘列车经过本站时可看到站台情况。
未來車站結構
| 地下一层 | 站厅                       | 售票機、客服中心、商店、警务室、母嬰室、安检设施 |  |  |
| 地下二层 | 設備區                     | 車站設備                                         |  |  |
|          | 1 站台                     | █8号线 滘心方向 （下站：客村）                   |  |  |
|          | 岛式站台                   |                                                  |  |  |
|          | 2 站台                     | █8号线 万胜围方向 （下站：磨碟沙）               |  |  |
| 地下三层 | 緩衝平台                   | 来往站厅和 █12号线 站台                          |  |  |
| 地下四层 | 4 站台                     | █12号线 潯峰崗方向 （下站：赤岗塔）              |  |  |
|          | 岛式站台（卫生间、母婴室） |                                                  |  |  |
|          | 3 站台                     | █12号线 大学城南方向 （下站：赤沙北）            |  |  |
| 地下五层 | 预留层                     | 预留 █19号线 部分结构                            |  |  |
| 地下六层 | 预留层                     | 预留 █19号线 部分结构                            |  |  |